# August Wilde (Maler)

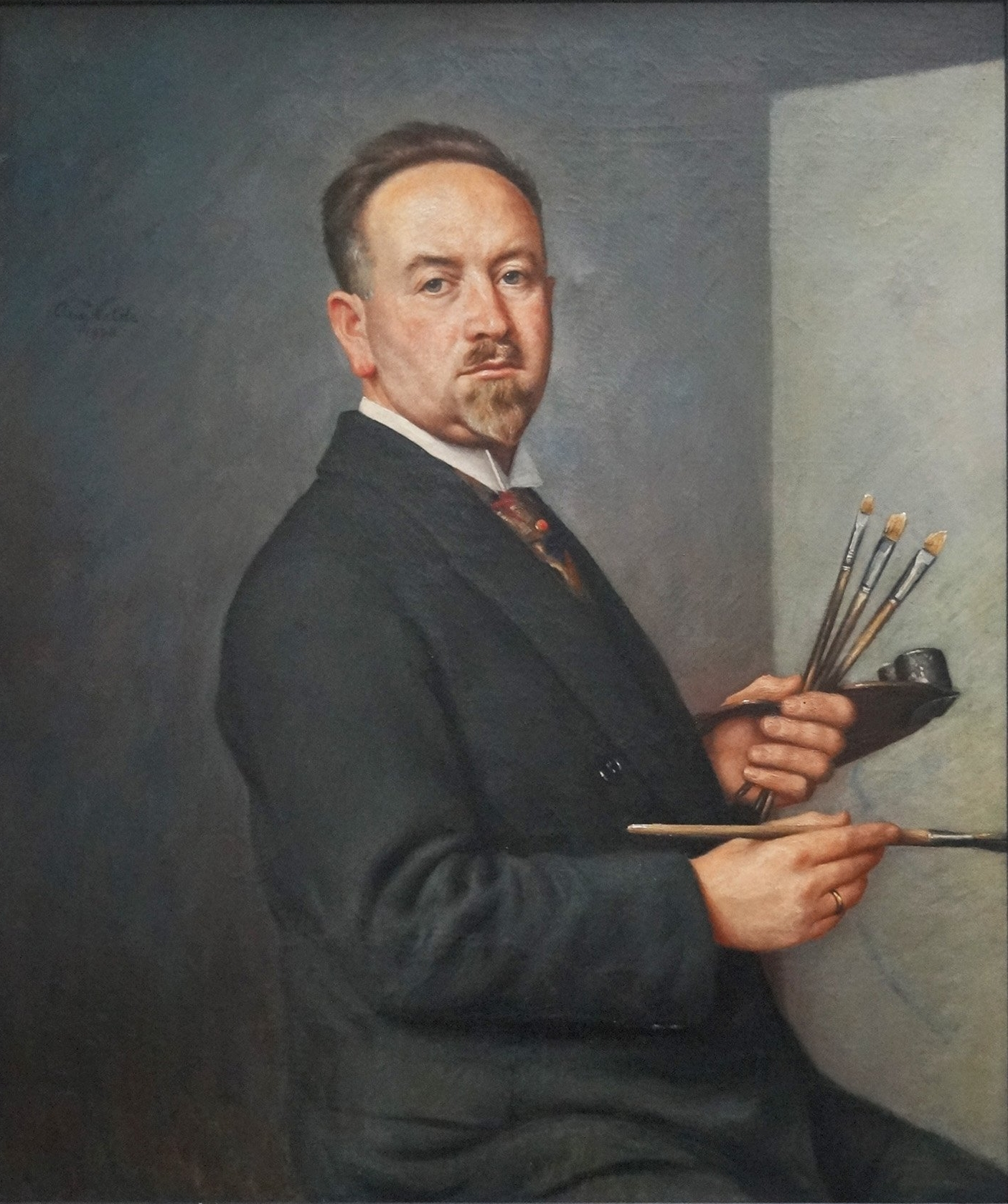
Selbstporträt von August Wilde (1930)

August Wilde (* 3. August 1882 in Ludwigshafen am Rhein; † 15. Juli 1950 in Bad Dürkheim) war ein pfälzischer Maler und Kunsterzieher. Bekannt wurde Wilde vor allem durch seine Porträts.

## Leben
Seine Eltern, protestantische Kaufleute, starben früh, so dass August Wilde zum Vollwaisen wurde. Er besuchte die Privatschule von Carl Weinhold (1867–1925) in München. Zudem studierte er ab Mai 1904 als Schüler von Johann Caspar Herterich und Franz von Stuck bildende Kunst an der Akademie der Bildenden Künste München. Nach Ableisten des Militärdienstes war er als freischaffender Künstler und Baumeister in seiner Geburtsstadt Ludwigshafen tätig. 1917 trat er eine Stelle als Zeichenlehrer in Bad Dürkheim an. Dort starb er 1950 im Alter von 67 Jahren.
Wilde wurde vor allem durch seine Porträts bekannt. Außerdem malte er Landschaftsbilder und Tierstücke und machte sich als Wurstmarktmaler einen Namen. Er schuf auch Plakate und Buchillustrationen. Das Stadtmuseum Bad Dürkheim im Kulturzentrum Haus Catoir hält einige seiner Werke, einschließlich eines Selbstporträts an der Staffelei.

## Werke (Auswahl)
- Bei Erpolzheim, 1913, Leinwand, 58 × 70 cm, Wilhelm-Hack-Museum
- Bürgermeister Rudolph Bart (Bürgermeister von Bad Dürkheim), 1920, Öl auf Leinwand, 113 × 97,5 cm, oben mittig signiert: „Aug. Wilde 1920“, Stadtmuseum Bad Dürkheim
- Sommertagszug, 1921, Turnhalle der Rheinschule in Ludwigshafen[1]
- Blick auf die Limburg, 1922, Öl, 59 cm × 77,5 cm, unten links signiert: „Aug. Wilde 1922“, Stadtmuseum Bad Dürkheim
- Vorstand und Aufsichtsrat des Winzervereins, 1926, Saal des Winzervereins in Bad Dürkheim (verschollen)
- Selbstporträt August Wilde, 1930, Öl auf Leinwand, 86,5 × 73,5 cm, signiert und datiert: „Aug Wilde 1930“, Stadtmuseum Bad Dürkheim
- Unbekannte Dame in Pastell, 1939, Pastellkreide, 58,5 × 43,5 cm, signiert: „Aug Wilde 1939“, Stadtmuseum Bad Dürkheim
- Helga-Ellen Mayer als Mädchen, 1946, Öl auf Leinwand, 77,5 × 58,5 cm, signiert: „Aug Wilde“, Stadtmuseum Bad Dürkheim
- Stilleben Gemüse mit Krug, 63 × 52 cm, Wilhelm-Hack-Museum[6]

## Ausstellungen (Auswahl)
- 2009: Idylle des Landlebens – August Wilde im Strieffler-Haus (Strieffler-Haus Museum & Galerie) in Landau[7]